# Walter Centeno

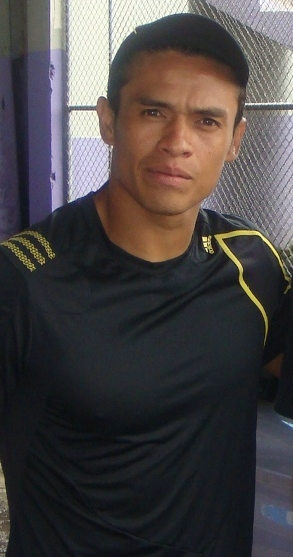
Walter Centeno.

Walter Centeno, född 6 oktober 1974, är en före detta fotbollsspelare (mittfältare) från Costa Rica.
Centeno spelade merparten av sin karriär för Deportivo Saprissa i hemlandet Costa Rica. Han hade även en kort sejour i grekiska AEK Aten 2002. Centeno är meste landslagsspelaren för Costa Ricas landslag med 137 landskamper 1995-2010. Han har deltagit i VM 2002 och VM 2006.